# Libythea batjana
Libythea batjana är en fjärilsart som beskrevs av Hans Fruhstorfer 1909/10. Libythea batjana ingår i släktet Libythea och familjen praktfjärilar. Inga underarter finns listade i Catalogue of Life.